# Basutacris scotti
Basutacris scotti är en insektsart som beskrevs av Vitaly Michailovitsh Dirsh 1953. Basutacris scotti ingår i släktet Basutacris och familjen Lentulidae. Inga underarter finns listade i Catalogue of Life.